# ۹/۱۱ (فیلم ۲۰۱۷)
۹/۱۱ یا یازده سپتامبر (به انگلیسی: 9/11) فیلمی محصول سال ۲۰۱۷ و به کارگردانی مارتین جویجوی است. در این فیلم بازیگرانی همچون چارلی شین، جینا گرشان، لوئیس گازمن، وود هریس، الگا فوندا، جکلین بیسیت، ووپی گلدبرگ، بروس دیویسن و فونا ای. چامبرز ایفای نقش کرده‌اند.
داستان این فیلم دربارهٔ حملات ۱۱ سپتامبر است.